# Volkswagen Kübelwagen

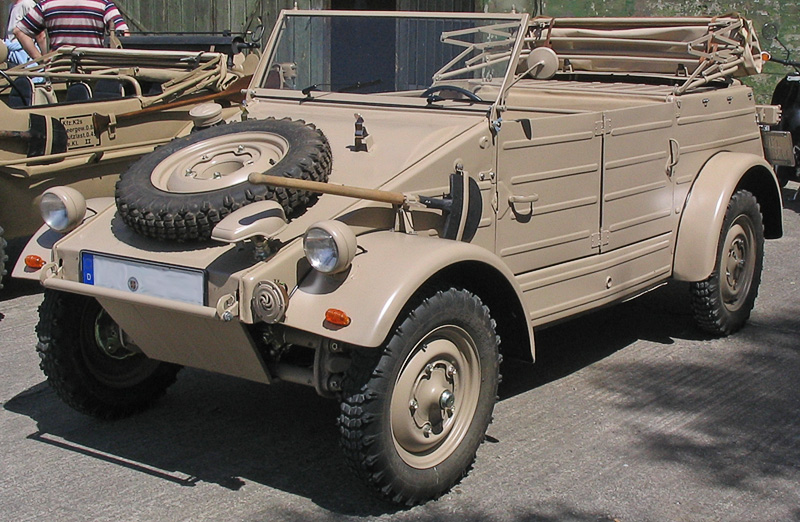
KdF 82

KdF 82 (nazývaný také Kübelwagen, Kaďour či jen VW 82) je lehký vojenský osobní automobil s motorem vzadu a poháněnou zadní nápravou, stavěný na upraveném podvozku VW Brouk a vyráběný v letech 1940–1945 firmou KdF-Wagen, nyní Volkswagen v německém městě Stadt des KdF-Wagens bei Fallersleben, po válce přejmenovaném na Wolfsburg.

## Vývoj
Konstruktérem vozu byl Ferdinand Porsche, rodák z Vratislavic nad Nisou. První prototypy řady KdF 82 (Kraft durch Freude) vznikly již v roce 1938 na podvozku zkušební série VW 38 a nesly označení KdF 62 s jednoduchou čtyřmístnou otevřenou karoserií bez dveří. Brzy se ukázalo že vůz potřebuje úpravy a proto v roce 1939 vznikl prototyp se zvětšenou světlostí podvozku a krabicovou čtyřdveřovou karoserií s plátěnou střechou. Novinkou byly redukční převody zadních kol se kterými sice vůz jezdil pomaleji, ale zvýšila se průchodnost terénem.

## Válečná produkce
V roce 1940 byla zahájena sériová výroba prvního tisíce kusů, celkem se v období 1940–1945 vyrobilo 50 435 kusů Kdf 82. Na bázi Kübelwagenu vznikly v období 1942–1943 prototypy polopásových vozidel určených pro východní frontu či dvoumístné verze pro přepravu sudů, osvětlovacích vozů či několik desítek Kdf s připevněnými imitacemi tanků pro oklamaní nepřítele.
Cena Kdf 82 byla v době výroby 2 780 říšských marek (RM), za obojživelný KdF 166 armáda platila 4 200 RM.

### Motor
- Typ – vzduchem chlazený čtyřválcový boxer se zdvihovým objemem 985 cm³ (1131 cm³ od března 1943)
- Výkon – 24 hp (985 cm³ do jara 1943 - 18 kW)
- Výkon – 29 hp (1131 cm³ od března 1943 - 22 kW) – vrtání 75 mm, zdvih 64 mm.

### Rozměry
- Rozvor 2400 mm,
- Vnější rozměry 3740 × 1620 × 1720 mm,
- Objem nádrže 40 litrů (brouk 25 litrů)
- Spotřeba 8,5 l/100 km,
- Maximální rychlost 80 km/h,
- Pohotovostní hmotnost 720–750 kg, celková 1175 kg.
- Pneumatiky – 5,25–16, pro pouštní provedení balonové pneumatiky 690 × 200.

### Karoserie
Karoserie je samonosná, sbodovaná z ocelového plechu, otevřená, čtyřdveřová, ostře řezaných tvarů. Přední okno je sklápěcí, jízda se sklopeným čelním sklem je však při rychlosti nad 40 km/hod značně nepříjemná. Vůz má konstrukci z ocelových trubek pro natažení střechy z režného plátna. Natažení nebo složení střechy trvá dvěma lidem asi půl minuty. Na horní hraně dveří jsou zpevněné otvory, do kterých se zasouvají trny rámů oken. Tato okna, která lze dát na boční dveře, jsou slídová a mají ocelový rámeček. Tak lze prostor pro posádku uzavřít. Vozidlo je vybaveno horkovzdušným topením chladicím vzduchem od motoru. Nad motorem za zadními sedadly je uzavíratelný odkládací prostor o objemu cca 430 l. Sedadla je možné bez použití nářadí vyjmout a jejich přeskládáním uvnitř vozu připravit „lůžka“ pro přespání dvou osob.

### Převodovka
Převodovka má čtyři stupně vpřed a jeden vzad. Není synchronizovaná a je potřeba se naučit řadit. diferenciál je kolíčkový, samosvorný. Pokud se projíždí zatáčkou při odlehčeném motoru (téměř bez plynu), otáčejí se zadní kola různou obvodovou a tedy i úhlovou rychlostí. Kolíky uvnitř diferenciálu se volně pohybují a nebrání vzájemnému otáčení poloos vůči sobě. Pokud je motor v záběru a kola mají tendenci otáčet se různou úhlovou rychlostí, kolíčky v diferenciálu nemohou, díky zvýšenému tření, vykonávat dostatečně rychle axiální pohyby a diferenciál se zamkne. Obě poloosy jsou v tu chvíli pevně fixované a jejich vzájemný pohyb není možný. Tato situace nastane, když se například pouze jedno kolo dostane na kluzký povrch. Pro zamknutí diferenciálu tedy není nutné jako u většiny aut zastavit aktivovat uzávěrku a potom se rozjet. U vozu KdF 82 ovládá řidič diferenciál dávkováním kroutícího momentu motoru – tedy tím, jak přidá ve vhodném okamžiku plyn. Uzávěrka se tedy aktivuje za jízdy, při plném tahu motoru.

### Vzduchový filtr
Vzduchové filtry se dělaly ve dvou provedeních. Plechový hrnec s drátěnkou a olejem nebo plechový válec se zaústěním do injektoru. U prvního typu prochází nasávaný vzduch vstupní trubkou do filtru, kde musí projít ocelovou drátěnkou, která je smáčená olejem. Prach se zachycuje na této mastné drátěnce a klesá i s olejem ke dnu filtru. Drátěnku je třeba čas od času opláchnout benzínem. Špinavý olej se vymění za nějaký jiný a je to. Žádné náhradní díly nejsou potřeba. U druhého typu je vzduch nasáván také vstupní trubkou. Vlastní filtr má tvar dlouhého válce, umístěného téměř svisle. Do vlastního filtru vstupuje vzduch úzkou štěrbinou, která je přes celou výšku filtru a je orientovaná ve směru tečny. Vstupní vzduch má tedy vysokou rychlost. Po vstupu do volného objemu filtru rychlost vzduchu a prachu prudce klesne. Tím se sníží i jeho kinetická energie a všechen prach padá na dno válce. Čistý vzduch do karburátoru je odsáván z horního konce filtru. V levém výfukovém potrubí je instalován injektor, který vytváří podtlak. Díky tomuto podtlaku je výše zmiňovaný prach vysáván ze dna filtru do konce výfukového potrubí, kterým vyletí ven. Filtr tedy nevyžaduje žádnou provozní údržbu.
Oba typy filtrů lze v případě extrémně prašného prostředí napojit hadicí na trubku, která ústí z veliké plechové kapsy nad levým zadním blatníkem. Tato kapsa může být vyplněná libovolným materiálem, který má zadržet ten nejhorší prach. V tomto případě vstupuje vzduch do filtru již částečně vyčištěný.

## Poválečné období
V poválečném období se vyráběly varianty VW 51 (typ Kdf83E), VW 21 (základní provedení), typ 25 (hasičský), typ 27 (valníček) a dvoumístná dodávka s krabicovou nástavbou VW28. Major Ivan Hirst, kterého britská okupační správa pověřila řízením automobilky, chtěl obnovit výrobu terénních velitelských vozů 4x4 s karoserií Brouka Kdf 87, nakonec se smontovaly ze zbylých dílů jen dva prototypy pod označením VW 287. I když zástupci francouzské, britské a ruské okupační správy měli zájem o terénní verze, nakonec se museli spokojit jen s několika desítkami standardních Brouků. Podle statistik z roku 1945 bylo mimo jiné expedováno i 5 obojživelných vozů VW 70 (KdF 166) a 539 kusů VW 21 (KdF 82).

## Fotogalerie

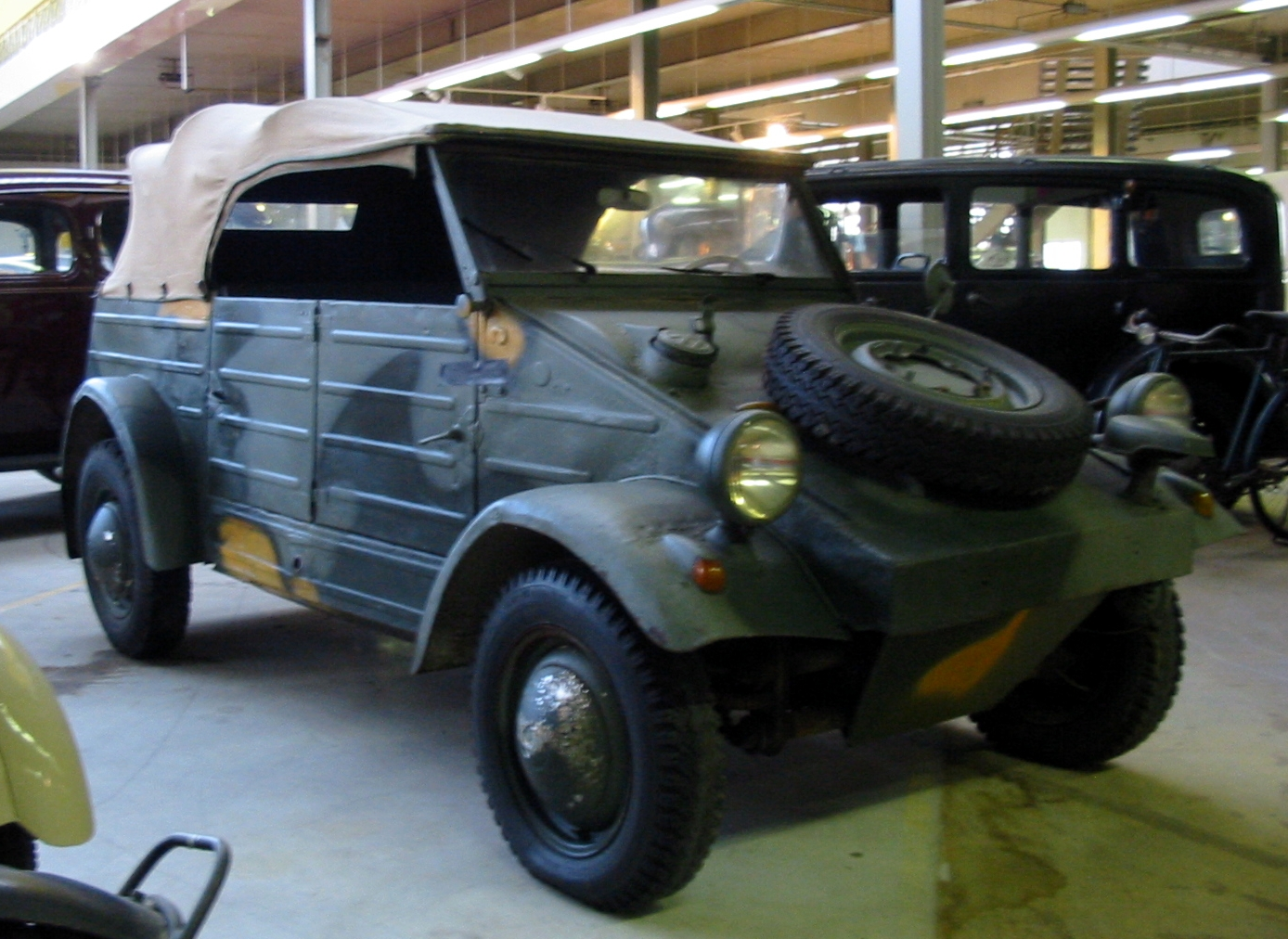
Kübelwagen (1943) – 25hp, 1131 cm³
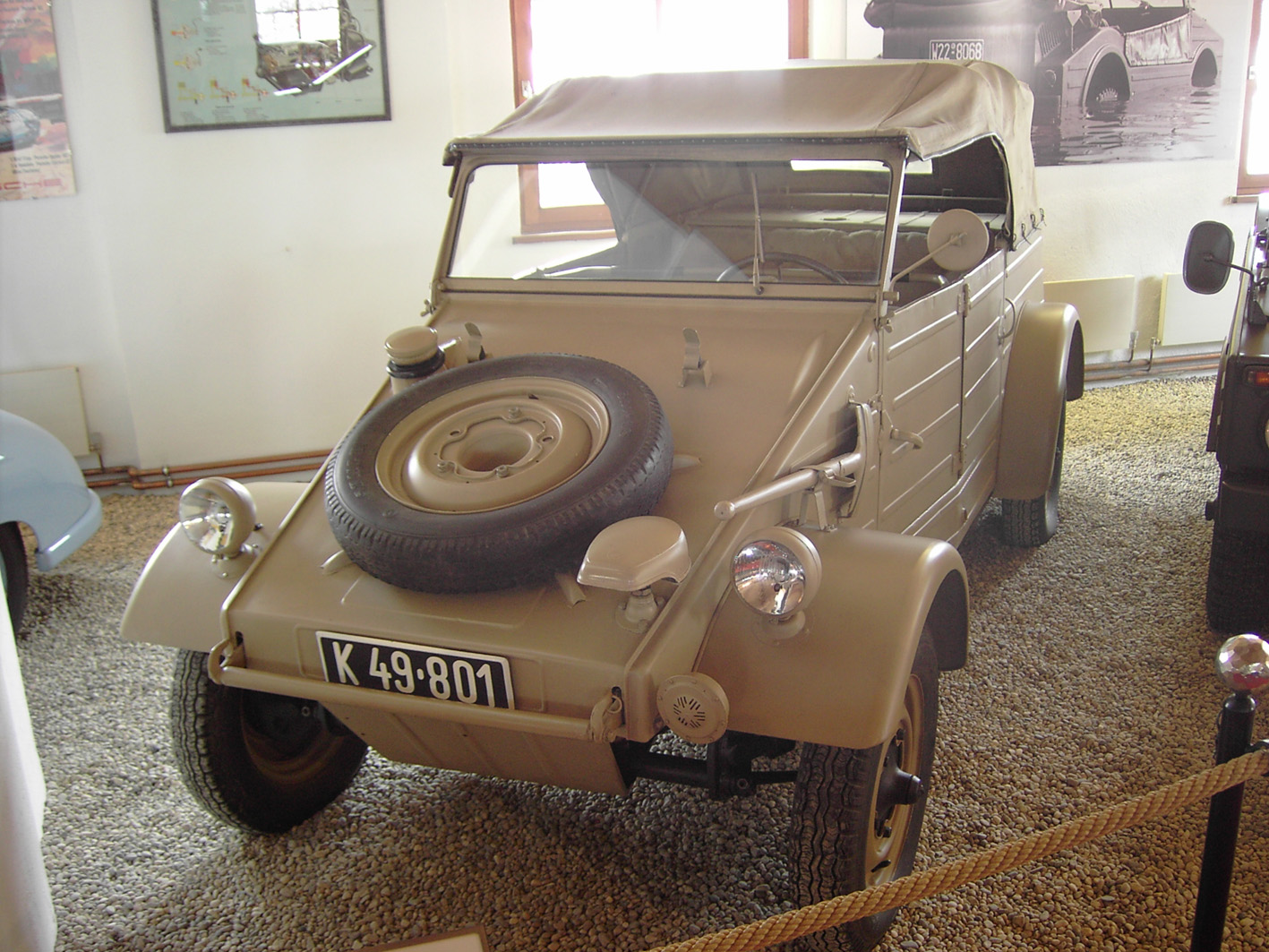
KdF 82 v muzeu Gmünd
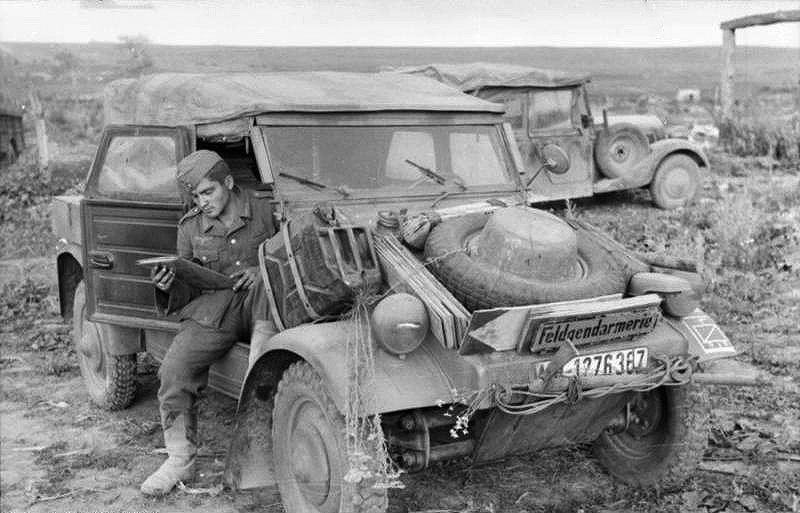
Kdf 82 na východní frontě
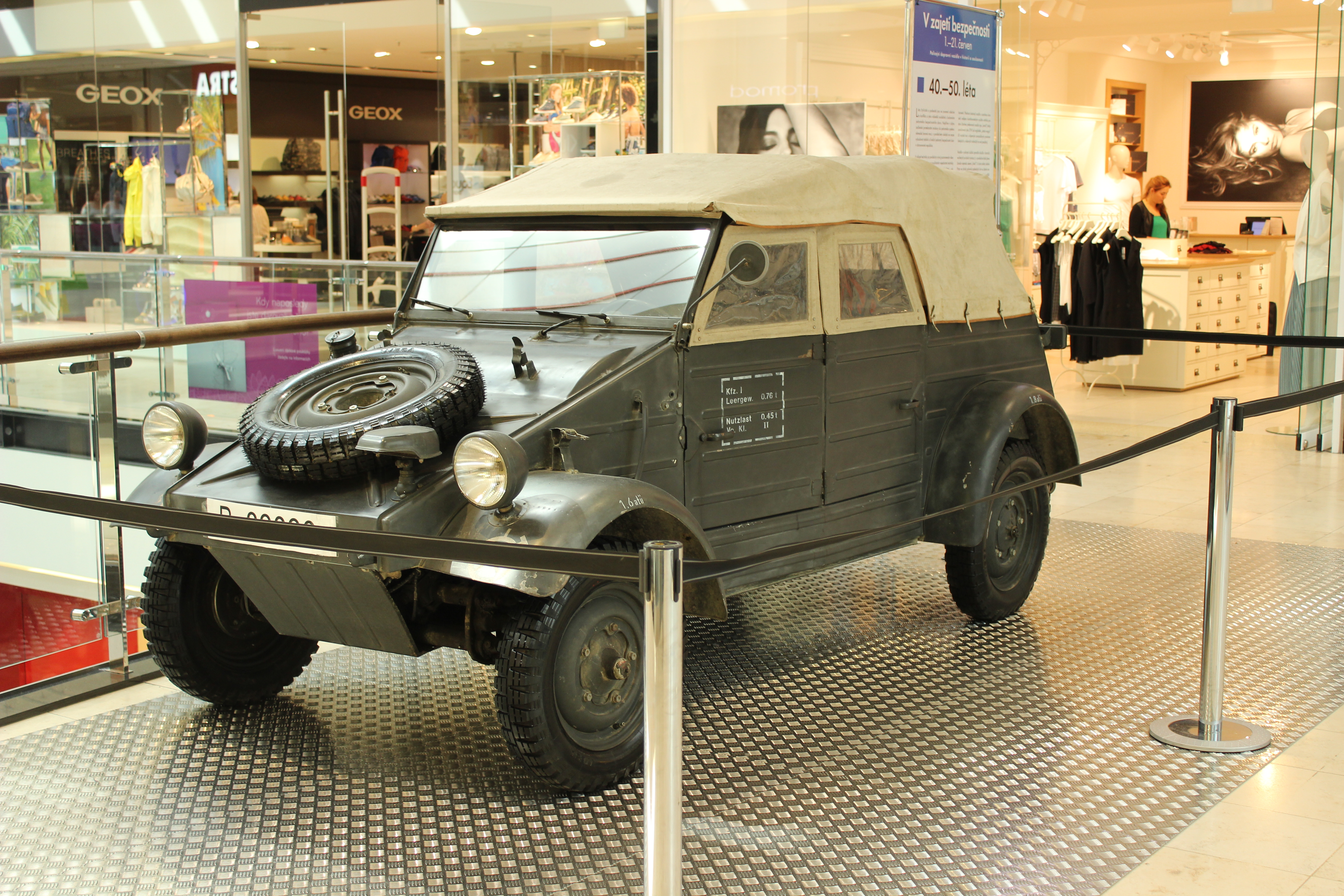
Kdf 82, který jako trofejní vozidlo využíval poválečný Sbor národní bezpečnosti
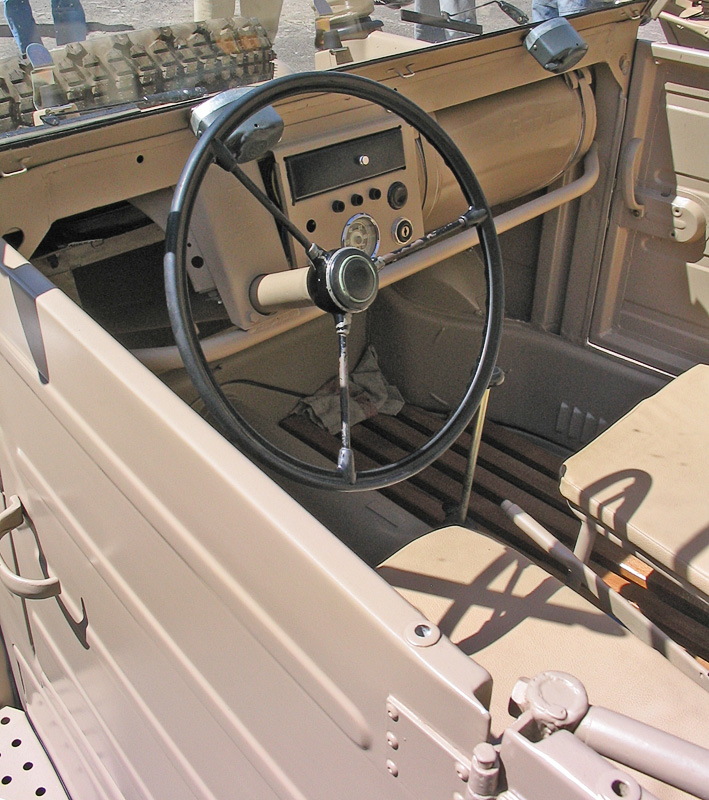
Interiér KdF 82
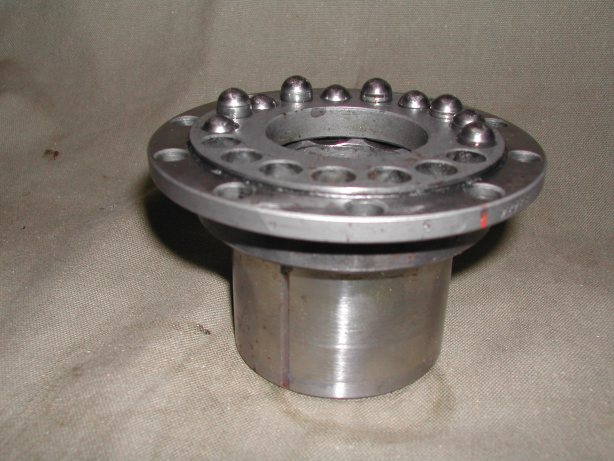
Vnitřek diferenciálu KdF 82
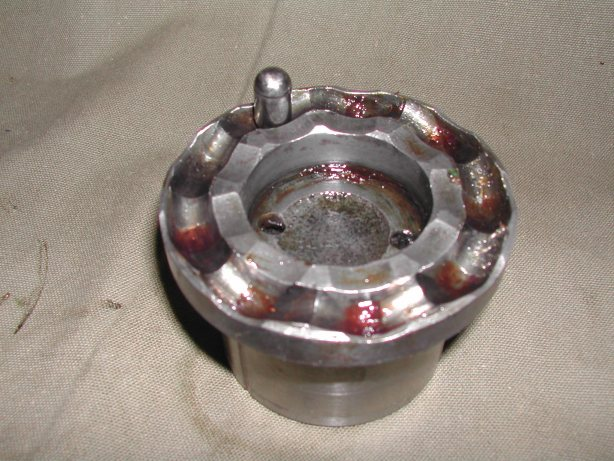
Jeden kolík v diferenciálu KdF 82
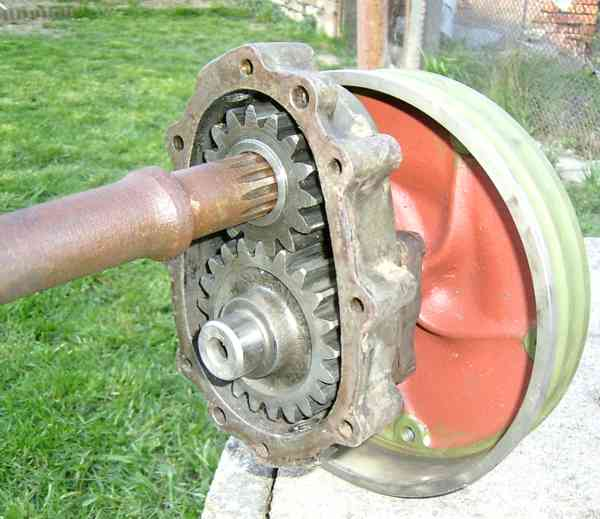
Redukční převod zadní nápravy KdF 82